# Епархия Эа
Епархия Эа (лат. Dioecesis Oëensis) — титулярная епархия Римско-Католической церкви.

## История
Античный город Эа (сегодня — Триполи) находился в римской провинции Триполитания и был до VI века центром одноимённой епархии, которая входила в Карфагенскую митрополию.
Епархия Эа упоминается в историческом сочинении «Notitia Episcopatuum». В конце V века епархия Эа прекратила своё существование.
В настоящее время епархия Эа является титулярной епархией Римско-Католической церкви.

## Епископы
- епископ Натал (упоминается в 325 году);
  - епископ Мариниан (упоминается в 411 году) — последователь донатизма;
- епископ Кресконий (упоминается в 484 году).

## Титулярные епископы
- епископ Bernardo Maria Beamonte O.C.D.[1] (20.07.1728 — 11.05.1733) — назначен епископом Липари;
- епископ Francesco di Ottaiano O.F.M. (3.10.1735 — ?);
- епископ Alessandro Grossi (3.04.1876 — 30.12.1889);
- епископ Луиджи Джузеппе Ласанья S.D.B. (10.03.1893 — 6.11.1895);
- епископ Jean-Baptiste Grosgeorge M.E.P. (28.01.1896 — 1.03.1902);
- епископ Francesco Bacchini (11.12.1905 — 13.01.1908);
- епископ Vittore-Maria Corvaia O.S.B. (12.07.1908 — 22.07.1913);
- епископ Salvatore Ballo Guercio (8.03.1920 — 18.09.1933) — назначен епископом Мадзара-дель-Валло;
- епископ Camille Verfaillie S.C.I. (1.02.1934 — 22.01.1980);
- епископ Мишель Луи Колони (11.05.1982 — 30.01.1989) — назначен епископом Дижона;
- епископ Мишель Мари Жак Дюбо C.I.M. (9.08.1989 — 7.03.1998);
- епископ Давид Камау Нганга (22.12.1999 — по настоящее время).

## Источник
- Annuario Pontificio, Libreria Editrice Vaticana, Città del Vaticano, 2003, стр. 868, ISBN 88-209-7422-3
- Pius Bonifacius Gams, Series episcoporum Ecclesiae Catholicae, Leipzig 1931, стр. 467  (лат.)
- Stefano Antonio Morcelli, Africa christiana, Volume I, Brescia 1816, стр. 249—250  (лат.)
- Konrad Eubel, Hierarchia Catholica Medii Aevi, vol. 5, стр. 295; vol. 6, стр. 316  (лат.)
- J. Mesnage, L’Afrique chrétienne, Paris 1912, стр. 164  (фр.)
- Hieroclis Synecdemus et notitiae graecae episcopatuum, accedunt Nili Doxapatrii notitia patriarchatuum et locorum nomina immutata, ex recognitione Gustavi Parthey, Berlino 1866, p. 83 (nº 798)  (лат.)  (греч.)